# Paracanthorhynchus galaxiasus
Paracanthorhynchus galaxiasus är en hakmaskart som beskrevs av Edmonds 1967. Paracanthorhynchus galaxiasus ingår i släktet Paracanthorhynchus och familjen Rhadinorhynchidae. Inga underarter finns listade i Catalogue of Life.